# Esternalità
In economia un'esternalità è l'insieme degli effetti, negativi o positivi, causati da un'attività di produzione o di consumo di un soggetto, nei confronti del benessere di un altro soggetto, senza che chi subisce tali effetti riceva una compensazione (pari al costo sopportato nel caso di impatto negativo) o paghi un prezzo (pari al beneficio ricevuto nel caso di impatto positivo).
Gli effetti di un'attività non si manifestano nella sola sfera giuridico-patrimoniale di chi la pone in essere, ma incidono anche sulla situazione di altri operatori, con la conseguenza di offuscare la percezione dei costi sociali connessi al compimento della stessa. L'esternalità indica dunque l'effetto di un'attività che ricade verso soggetti che non hanno avuto alcun ruolo decisionale nell'attività stessa. L'esternalità dipende da un'attività economica individuale, ma non è assimilata alle merci e pertanto è priva di un prezzo di mercato.

## Tipi di esternalità
Le esternalità negative si hanno quando il soggetto responsabile di impatti negativi non corrisponde al danneggiato un prezzo pari al danno/costo subito (ad esempio un agricoltore che utilizza prodotti chimici che si diffondono nell'ambiente).
Le esternalità positive si hanno quando i soggetti beneficiari di impatti positivi prodotti da un altro soggetto non corrispondono/pagano un prezzo pari ai benefici ricevuti (ad esempio un agricoltore che coltivando migliora il paesaggio agricolo).
In particolare esistono:
- esternalità di consumo, presenti nei casi in cui il consumo del bene da parte di un individuo influenza il livello di utilità di un altro individuo. Possono essere negative se ad esempio il nostro vicino ascolta musica in piena notte, così danneggiando la nostra utilità "sonno", positive, se ad esempio la musica risulta essere di nostro gradimento in quel particolare momento.
- esternalità di produzione, rilevabili quando l'attività di produzione di un'impresa può danneggiare o avvantaggiare la produzione di un'altra. Un esempio classico di esternalità di produzione positiva può essere l'adiacenza di un frutteto ad un allevamento di api, uno negativo è l'inquinamento di un fiume ad elevata pescosità da parte di una fabbrica.
- esternalità di rete
  - positive, quando il valore di un bene per un individuo aumenta all'aumentare delle persone che posseggono lo stesso bene (esternalità di rete dirette), o all'aumentare dei prodotti complementari (esternalità di rete indirette). Ad esempio l'utilità del telefono cresce con il numero di utenti collegati e che quindi è possibile chiamare e il formato standard mp3 al crescere della sua diffusione (esternalità di rete dirette). L'utilità del combustibile gas-auto aumenta al crescere del numero di pompe di benzina che lo vendono (esternalità di rete indiretta). Gli standard sono strumenti per creare esternalità di rete positive.
  - negative, quando l'utilità di un'infrastruttura diminuisce all'aumentare dell'utilizzo che se ne fa, ad esempio a causa di fenomeni di congestione.

Nel caso di esternalità di tipo negativo, che quindi svantaggiano un operatore non interessato alla transazione, le loro cause possono essere di natura:
- fisica (es. rumore, radiazioni ionizzanti, produzione di calore in eccesso).
- chimica (es. metalli pesanti, composti aromatici, fitofarmaci).
- climatica (es. emissioni di CO2).
- di rete
- sociale o politica, quando un comportamento economico determina mutamenti sociali o politici che a loro volta hanno un impatto economico (ad esempio la forte domanda di combustibile fossile comporta tensioni politiche).

Gli effetti negativi spesso agiscono a più livelli sul paesaggio, sulla qualità degli ecosistemi, sulla biodiversità e sulla salute dell'uomo, e sugli altri operatori economici non coinvolti nella transazione. Il problema è spesso di difficile soluzione in quanto l'attribuzione di responsabilità verso chi causa il danno ambientale non è sempre di facile applicazione.
Le esternalità possono essere anche di tipo politico, allorquando ci sia la fissazione di prezzi minimi o massimi (ad esempio il costo del lavoro, con la fissazione di salari minimi, diversi rispetto a quelli di mercato equivalenti al rapporto domanda-offerta). Tali esternalità causano il fenomeno noto come "distorsione", che alterando l'ottimo paretiano stanno alla base della disoccupazione. Altri ambiti in cui troviamo esternalità di tipo politico sono la fissazione del prezzo minimo dei biglietti aerei (oggi abbandonata, ma usata fino ai primi anni novanta), il cui abbandono ha determinato la nascita dei voli cosiddetti ancor oggi "low cost"; la fissazione dei canoni di affitto ("equo canone"); la fissazione delle tariffe dei taxi; le imposte e i dazi.

## Un tipo particolare di esternalità: il "traffico di una rete"
Quando un tratto di rete (stradale o anche rete informatica) è saturo, ciascun utente che lo utilizza causa un rallentamento del servizio per tutti gli altri utenti. Impone agli altri un "costo sociale" o, per utilizzare la terminologia degli economisti, un'"esternalità". Questo costo, nella migliore delle ipotesi, è esprimibile in termini di tempo perso nell'attesa. In alcuni casi, inoltre, la congestione della rete rende non disponibile un determinato servizio. Per esempio, le applicazioni in tempo reale, o le applicazioni interattive, necessitano di tempi di comunicazione estremamente rapidi che non sono realizzabili in regime di congestione. Il problema dei costi sociali (qui, i costi di congestione) di un'azione individuale (in questo caso, la domanda per un servizio di rete) è assai generale, e gli economisti lo hanno studiato da lungo tempo. La soluzione tariffaria, in grado in principio di arrecare vantaggio a tutti i soggetti coinvolti, consiste nel far pagare all'utente un prezzo per il servizio che tenga conto del costo imposto agli altri. Sempre nel gergo degli economisti, è necessario far pagare le risorse utilizzate in modo da "internalizzare le esternalità".
Per Internet, che si paga per lo più in modo forfettario, questo non avviene.
L'utente non paga in funzione delle condizioni di congestione della rete, e quindi non tiene conto del "costo sociale" implicito nell'utilizzo dei servizi di rete, e inoltre il costo della connessione a Internet è in larga misura svincolato dall'utilizzo che se ne fa.